# بذرة الشيطان (فلم)
بذرة الشيطان (بالإنجليزية: Demon Seed) هو فيلم روائي خيال علمي أمريكي تم عرضه عام 1977 ومن إخراج دونالد كاميل ومن بطولة روبر أو كوتنز وجولي كريستي وفزيتز ويفر وجيريت جراهام وبيري كروجر ويدور حول حاسب اآلي غريب الأطوار يتسبب في حمل زوجة صانعه من خلال تلقيحها ببويضة مخصبة صناعيا فينتج عن ذلك رضيع ذو قشور معدنية ثم يصبح طفل عادي عند سقوط تلك القشور عنه

## وصلات خارجية
- مقالات تستعمل روابط فنية بلا صلة مع ويكي بيانات
- (بالإنجليزية) بذرة الشيطان  في قاعدة بيانات الأفلام على الإنترنت (بالإنجليزية)
- (بالإنجليزية) بذرة الشيطان في روتن توميتوز.